# Barbara Grocholska
Barbara Grocholska (verheiratete Kurkowiak; * 24. August 1927 in Warschau) ist eine ehemalige polnische Skirennläuferin.

## Biographie
Grocholska wurde 1927 in Warschau geboren, wuchs jedoch in Falenty auf. Im Alter von 17 Jahren nahm sie als Krankenschwester am Warschauer Aufstand teil. Aufgrund einer Asthmaerkrankung zog Grocholska nach dem Krieg nach Zakopane, wo sie im Alter von 18 Jahren das Skifahren erlernte. Trotz ihrer gesundheitlichen Einschränkungen gelang es ihr bald zur nationalen Skielite aufzuschließen. 1950 wurde sie polnische Vizemeisterin in der Abfahrt, ein Jahr später gewann sie ihre ersten polnischen Meistertitel in der Abfahrt und in der Alpinen Kombination.
1952 nahm sie als eine der ersten polnischen Skirennläuferinnen an Olympischen Winterspielen teil. Bei den Wettkämpfen in Oslo erreichte sie ihre beste Platzierung mir Rang 13 in der Abfahrt.
Grocholska gewann im Laufe ihrer Karriere insgesamt 25 polnische Meistertitel und 6 Vizemeistertitel, konnte allerdings an diese Leistungen kaum bei Großereignissen abrufen, dazu kamen diverse Verletzungen die einen Durchbruch zur Weltspitze verhinderten.
1968 beendete Grocholska schließlich ihre aktive Laufbahn als Sportlerin.

## Erfolge

### Olympische Winterspiele
- Oslo 1952: 13. Abfahrt, 14. Slalom, DSQ Riesenslalom
- Cortina d’Ampezzo 1956: 17. Abfahrt, 30. Riesenslalom, DNS Slalom

### Weltmeisterschaften
- Oslo 1952: 13. Abfahrt, 14. Slalom, DSQ Riesenslalom
- Cortina d’Ampezzo 1956: 17. Abfahrt, 30. Riesenslalom, DNS Slalom
- Bad Gastein 1958: 17. Slalom

### Polnische Meisterschaften
- Polnische Meisterin in der Abfahrt (1951, 1955, 1956, 1957, 1959, 1961, 1963, 1965)
- Polnische Meisterin im Riesenslalom (1956, 1957, 1958, 1960, 1963, 1968)
- Polnische Meisterin im Slalom (1953, 1958, 1960, 1961, 1962, 1963)
- Polnische Meisterin in der Alpinen Kombination (1951, 1956, 1961, 1963, 1965)
- Polnische Vizemeisterin in der Abfahrt (1950, 1953)
- Polnische Vizemeisterin im Slalom (1956, 1957)
- Polnische Vizemeisterin in der Alpinen Kombination (1958, 1964)